# Unione Sportiva Cremonese 1966-1967
Questa pagina raccoglie le informazioni riguardanti l'Unione Sportiva Cremonese nelle competizioni ufficiali della stagione 1966-1967.

## Stagione
Nella stagione 1966-1967 la Cremonese ha disputato il girone A del campionato di Serie C, classificata diciottesima e ultima con 17 punti, è retrocessa in Serie D con la Mestrina, mentre il Monza è stato promosso in Serie B, dopo aver battuto (1-0) nello spareggio promozione il Como, le due squadre lombarde hanno vinto il torneo con 50 punti.
Dopo tredici anni consecutivi di Serie C, la Cremonese retrocede in Serie D. In panchina un ex giocatore della Cremo Danilo Ravani, affiancato poi da Carlo Facchini, si è convinti di giocare un torneo dignitoso, ma la realtà è ben diversa, i grigiorossi sono in difficoltà fin dall'inizio del campionato, raccolgono solo 17 punti arrivando ultimi, con la peggior difesa del torneo che subisce 60 reti. Miglior marcatore Mauro Pantani con sette reti. Le note positive sono poche, ma tra queste brillano due giovani destinati ad un futuro importante, il talentuoso Emiliano Mondonico che realizza anche le sue prime 2 reti, e Luciano Cesini un difensore destinato ad essere alfiere nelle presenze di ogni tempo in grigiorosso con 436 presenze. La società versa in gravi difficoltà finanziarie nonostante la passione del presidente Guido Maffezzoni,  e viene commissariata, i due commissari sono Celeste Cottarelli e Domenico Luzzara, sembra la fine, ma l'ingresso di Domenico Luzzara segnerà l'inizio di una nuova era per il calcio cremonese.

## Rosa
| N. |                   | Ruolo | Calciatore           |
| -- | ----------------- | ----- | -------------------- |
|    | Italia (bandiera) | D     | Luigi Bartolomei     |
|    | Italia (bandiera) | P     | Pierluigi Bellardi   |
|    | Italia (bandiera) | C     | Costantino Belloni   |
|    | Italia (bandiera) | D     | Luciano Cesini       |
|    | Italia (bandiera) | A     | Eugenio Frassi       |
|    | Italia (bandiera) | D     | Alfredo Gallini      |
|    | Italia (bandiera) | A     | Luigi Gibellini      |
|    | Italia (bandiera) | P     | Paolo Guazzi         |
|    | Italia (bandiera) | D     | Bruno Manganati      |
|    | Italia (bandiera) | C     | Franco Marmiroli     |
|    | Italia (bandiera) | P     | Giampietro Michelini |
|    | Italia (bandiera) | C     | Ernesto Minozzi      |

| N. |                   | Ruolo | Calciatore         |
| -- | ----------------- | ----- | ------------------ |
|    | Italia (bandiera) | A     | Emiliano Mondonico |
|    | Italia (bandiera) | C     | Angelo Ottani      |
|    | Italia (bandiera) | A     | Mauro Pantani      |
|    | Italia (bandiera) | D     | Bruno Pietrobon    |
|    | Italia (bandiera) | C     | Franco Ravani      |
|    | Italia (bandiera) | A     | Giacomo Rossi      |
|    | Italia (bandiera) | A     | Gianfranco Sarchi  |
|    | Italia (bandiera) | D     | Paolo Sudati       |
|    | Italia (bandiera) | A     | Attilio Tassi      |
|    | Italia (bandiera) | D     | Libero Varoli      |
|    | Italia (bandiera) | C     | Giovanni Vecchi    |
|    | Italia (bandiera) | C     | Giuseppe Zaniboni  |

## Risultati

### Girone di andata
| Arbitro: | Accomazzo (Vercelli) |

|                              |           |                                                |
| Secco 15’ (aut.) Pantani 79’ | Marcatori | 17’ (rig.) Galtarossa 22’ Bressan 59’ Simonato |

| Arbitro: | Magnani (Firenze) |

|                   |           |  |
| Milani 69’ (rig.) | Marcatori |  |

| Arbitro: | Cattivello (Udine) |

|              |           |                  |
| Gibellini 1’ | Marcatori | 68’ (rig.) Rossi |

| Arbitro: | Simoncini (La Spezia) |

|                          |           |             |
| Biasiolo 7’ Melonari 75’ | Marcatori | 62’ Pantani |

| Arbitro: | Mascali (Desenzano del Garda) |

|           |           |  |
| Tassi 88’ | Marcatori |  |

| Arbitro: | Ferrari (Rovereto) |

|                                               |           |  |
| Tomy 37’, 89’ (rig.) Marchioro 59’ Brenna 74’ | Marcatori |  |

| Arbitro: | Ghetti (Modena) |

|           |           |  |
| Tassi 72’ | Marcatori |  |

| Arbitro: | D'Amico (Loreto) |

|             |           |  |
| Dotelli 65’ | Marcatori |  |

| Arbitro: | Vannucchi (Bologna) |

|  |           |              |
|  | Marcatori | 62’ Mongardi |

| Arbitro: | Dal Prato (Nogara) |

|                                           |           |                       |
| Zonda 31’ Invernizzi 79’ Magheri 84’, 86’ | Marcatori | 16’ Pantani 83’ Tassi |

| Arbitro: | Campanini (Finale Emilia) |

|               |           |             |
| Mondonico 84’ | Marcatori | 79’ De Iuri |

| Arbitro: | Ghirardello (Merano) |

|                                |           |  |
| Comini 2’, 50’ Cavicchioli 54’ | Marcatori |  |

| Arbitro: | Caligaris (Alessandria) |

|                |           |  |
| Bartolomei 52’ | Marcatori |  |

| Arbitro: | Sgherri (Grosseto) |

|                                                                            |           |               |
| Costanzo 44’, 59’ Sironi 53’, 87’ Mognon 71’ Gabiati 73’ Vecchi 75’ (aut.) | Marcatori | 80’ Marmiroli |

| Arbitro: | Porcelli (Lodi) |

|                                 |           |                             |
| Ottani 48’ (rig.) Gibellini 57’ | Marcatori | 64’, 76’ Baffi 74’ Ceccotti |

| Arbitro: | Cimma (Biella) |

|                                           |           |                              |
| Cremaschi 10’ De Cecco 31’ Mantellato 68’ | Marcatori | 25’ (rig.) Pantani 65’ Rossi |

| Arbitro: | Sorrentino (Roma) |

|               |           |  |
| Ripamonti 85’ | Marcatori |  |

### Girone di ritorno
| Arbitro: | Cardelli (Carrara) |

|                              |           |                          |
| Fregonese 48’ Galtarossa 50’ | Marcatori | 16’ Rossi 53’ Bartolomei |

| Cremona 5 febbraio 1967 19ª giornata | Cremonese       | 0 – 0 | Verbania | Stadio Giovanni Zini\| Arbitro: \| Fusaro (Padova) \| |
| Arbitro:                             | Fusaro (Padova) |       |          |                                                       |

| Arbitro: | Falzea (Reggio Calabria) |

|                        |           |  |
| Perego 23’ Tacetti 74’ | Marcatori |  |

| Arbitro: | Bianchi (Firenze) |

|                           |           |  |
| Pantani 28’ Marmiroli 67’ | Marcatori |  |

| Arbitro: | Valagussa (Lecco) |

|                                 |           |  |
| Cei 55’, 60’ Canzi 63’ Sala 80’ | Marcatori |  |

| Arbitro: | Calì (Roma) |

|  |           |         |
|  | Marcatori | 6’ Tomy |

| Arbitro: | Cappellutti (Bari) |

|                       |           |  |
| Scala 35’ Ridolfi 78’ | Marcatori |  |

| Arbitro: | Rodomonti (Teramo) |

|                         |           |                      |
| Frassi 7’ Mondonico 37’ | Marcatori | 63’ (rig.) Galandini |

| Arbitro: | Ghetti (Modena) |

|                   |           |  |
| Ravani 68’ (aut.) | Marcatori |  |

| Arbitro: | Bova (Genova) |

|            |           |                          |
| Pantani 6’ | Marcatori | 32’ Cugnolio 60’ Finotti |

| Arbitro: | Ferro (Savona) |

|                         |           |           |
| Politti 39’ Baccari 89’ | Marcatori | 48’ Tassi |

| Arbitro: | Messinese (Taranto) |

|            |           |  |
| Frassi 71’ | Marcatori |  |

| Treviglio 23 aprile 1967 30ª giornata | Trevigliese  | 0 – 0 | Cremonese | Stadio Mario Zanconti\| Arbitro: \| Vacca (Bari) \| |
| Arbitro:                              | Vacca (Bari) |       |           |                                                     |

| Arbitro: | Bianchi (Firenze) |

|  |           |              |
|  | Marcatori | 89’ Galbiati |

| Arbitro: | Gallego (Treviso) |

|                                               |           |             |
| Blondelli 16’ Lombardi 18’ Sartore 68’ (rig.) | Marcatori | 53’ Pantani |

| Arbitro: | Zecchini (Torino) |

|               |           |                   |
| Gibellini 59’ | Marcatori | 20’, 80’ De Cecco |

| Arbitro: | Marchetti (Vicenza) |

|  |           |                      |
|  | Marcatori | 26’ Crespi 50’ Rossi |